# Aplocheilus armatus
Aplocheilus armatus — дрібний тропічний вид коропозубих риб з родини аплохейлових (Aplocheilidae).

## Таксономічний статус та історія
Статус цього виду суперечливий, до 2018 року його назва розглядалася як синонім Aplocheilus panchax. Проте відзначалося, що через великий ареал A. panchax може розпадатись на кілька підвидів. Зокрема зверталася увага на значні відмінності в забарвленні та будові тіла між зразками з Індії та Таїланду.
Аналіз мітохондріальних маркерів зразків Aplocheilus panchax з різних регіонів поширення виявив існування трьох окремих клад, пов'язаних з конкретними географічними регіонами: західну (Індія, М'янма), центральну (Таїланд, Камбоджа, В'єтнам, Малайський півострів, Суматра) та східну (Ява, Калімантан, Сулавесі). Несподіваним виявилась філогенетична спорідненість зразків з Ачеха (північна Суматра) зі східною кладою, а не з центральною, як підказує географічна близькість. Екземпляри з районів на північ від перешийка Кра виявилися більш тісно пов'язаними з індійськими лініями. Наступні генетичні дослідження показали, що популяції з Південно-Східної Азії насправді належать окремому виду, відмінному від A. panchax з Індії. Для цього «нового» виду було відновлено назву A. armatus, яка ще 1823 року (як Odontopsis armata) була застосована до виду риб, виявленого на острові Ява, але через нечіткість оригінального опису згодом була визнана синонімом A. panchax.
За даними молекулярних досліджень предки A. armatus розійшлися з базальною лінією A. panchax в добу пліоцену (близько 3,5 млн років тому). Кордон між ними пролягав у районі перешийку Кра. Другий великий розкол (між індійською та крабійською лініями) стався близько 2,2 млн років тому. Основні ж події дивергенції A. panchax/A. armatus розпочалися в добу раннього плейстоцену (бл. 2 млн років тому) й продовжувались протягом цієї доби. Приблизно 1,2 млн років тому утворилися дві додаткові великі клади: центральна та східна. Далі відбувалося повільне розповсюдження A. armatus на південь та схід. Швидка й масштабна експансія спостерігалася з початком останнього льодовикового періоду, коли рівень моря впав приблизно на 130 метрів. Цей процес розпочався близько 120 тис. років тому й досяг свого максимуму 19-26 тис. років тому. В цей період виникають популяції A. armatus у В'єтнамі, центральній та південно-східній Суматрі, південному Калімантані, східній Яві, Балі, Сулавесі. Колонізація Яви відбулась приблизно 170 тис. років тому, а приблизно 27 тис. років тому вид досяг острова Сулавесі, в цей період були колонізовані й острови Натуна в Південнокитайському морі. Таким чином, поєднання подій вікарності та розповсюдження, пов'язаних із коливаннями рівня моря, сприяло поточному розповсюдженню A. armatus у Південно-Східній Азії.

## Опис
Розмір цієї маленької рибки не перевищує 6,5 см. Форма є характерною для аплохейлусів. Тіло струнке, видовжене, сплощене згори, спереду майже кругле в перетині, ззаду сильно стиснуте з боків. Лінія спини майже пряма, лінія черева вигнута. Висота тіла в 6-6,35 рази менша за загальну довжину, товщина трохи менша за висоту. Голова зверху плоска, її довжина в 4,5-4,84 рази менша за довжину тіла. Рот верхній, дуже широкий, на щелепах досить міцні зуби. Діаметр ока в 3-3,26 рази менший за довжину голови.
Спинний плавець короткий, закруглений, розташований у задній частині тіла, посаджений над другою третиною анального плавця. Він має 8-9 променів, при цьому 5-й і 6-й промені найдовші, становлять ¾ довжини голови. Анальний плавець значно ширший за спинний, становить приблизно 20 % довжини тіла, також закруглений на кінці, має 16-17 променів, задні промені найдовші. Задні краї спинного та анального плавців сягають початку хвостового. Хвостовий плавець овальної форми, видовжений, становить 23-27 % загальної довжини, його основа вкрита лусками. Черевні плавці загострені, мають по 6 променів, подовжених у нитку променів немає. В самців плавці трохи більші, ніж у самок. 31-32 луски в поздовжньому ряді, 8½-9 рядів лусок у поперечному напрямку (перед черевними плавцями).
Основне забарвлення самця зазвичай сіро-оливкове, спинка темна, черевце жовтувате. Луски на тілі та зяброві кришки вилискують зелено-блакитними кольорами, які, залежно від кута падіння світла, можуть мати червонуватий або фіолетовий відтінок. Кожна лусочка має темно-коричневий край. Уздовж тіла проходить 5-6 рядів червоних крапочок. Нижня частина голови золотавого кольору. Зіниця ока оточена золотавим кільцем, ірис зверху чорний, нижче переходить у червоно-чорний колір. Нижня губа чорна.
Спинний плавець блакитний, жовтий або жовтогарячий, з чорною плямою біля основи. Анальний плавець біля основи жовтуватий з червоними цятками, далі жовте забарвлення стає насиченішим і переходить в яскраво-оранжеву, навіть червонувату облямівку. Хвостовий плавець може бути жовтим або зеленкуватим, з численними червоними цятками, зазвичай організованими у вигнуті поперечні смуги; зовні має вузьку чорнувату облямівку. Черевні плавці лимонно-жовті, грудні — майже безбарвні.

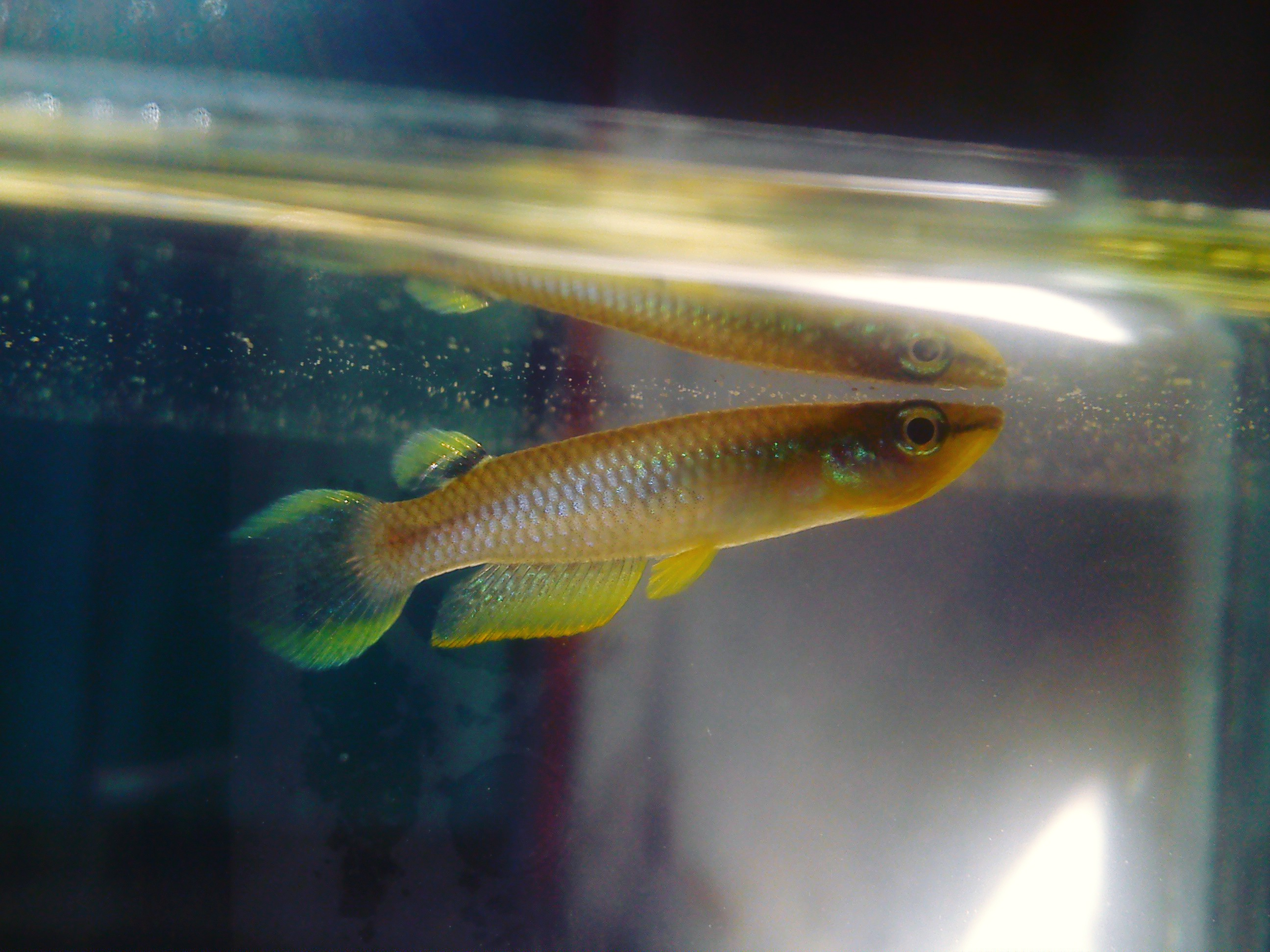

Самки за забарвленням схожі із самцями, але всі кольори в них тьмяніші. Основне забарвлення сіро-зеленувате або оливкове з численними, залежно від кута падіння світла, золотавими або трав'яно-зеленими, а ближче до черева зеленувато-білими, блискучими цяточками. Кожна лусочка має темну облямівку, так що спина, боки та черево здаються вкритими сіткою. Слабкі ряди червоних крапок ледве помітні або й повністю відсутні. Зяброві кришки золотавого, часто із зеленкуватим відтінком кольору, підборіддя ніжно-жовте, горло блакитне, передня частина черева ніжно-рожева. Спинний плавець жовтуватий, біля основи з добре помітною округлою чорною плямою, оточеною білою зоною. Анальний плавець жовтуватий біля основи, колір посилюється назовні до золотаво-жовтої облямівки. Серединою плавця проходить ряд слабких чорнуватих цяток. Хвостовий плавець блідо-жовтий, з тонкими поперечними вигнутими дугою смужками, без темного краю. Черевні плавці жовтуваті, грудні безбарвні.

## Поширення
Вид зустрічається на більшій частині Південно-Східної Азії. Поширений у прісних водоймах М'янми, Малайзії, Сінгапуру, Індонезії, Таїланду, Камбоджі та В'єтнаму. Вважається, що A. armatus природним шляхом перетнув лінію Воллеса й оселився на Сулавесі. Ніколи не зустрічається далеко від моря.

## Спосіб життя
Aplocheilus armatus — дуже адаптивний вид, він може пристосовуватись до різноманітних середовищ існування: від лісових струмків до дренажних каналів, канав, ізольованих ставків та солонуватих мангрових боліт. У Сінгапурі мешкає навіть у двох невеличких термальних джерелах, а в Таїланді іноді трапляється в гірських струмках.
Зустрічається в неглибоких водоймах з густою рослинністю. Тримається переважно біля поверхні води. Незважаючи на свій невеликий розмір, ця риба людям добре помітна завдяки блискучій плямі на маківці.

## Значення для людини
Aplocheilus armatus приносить користь людям тим, що знищує личинок комарів, які, як уважають, є їхньою головною й улюбленою їжею. Цих риб навіть спеціально розселяють у місцевостях, де населення страждає від комарів.
Aplocheilus armatus вже давно тримають в акваріумах, але там ці риби відомі під назвами Aplocheilus panchax, Aplocheilus panchax siamensis, Aplocheilus panchax rubropunctatus або Aplocheilus panchax dorsomarginatus, і зазвичай їх не відокремлюють від справжнього Aplocheilus panchax. Більше того, селекціонери схрещують різні популяції аплохейлусів, щоб отримати риб з кращим забарвленням.
Утримання та розведення не складні. Аплохейлуси надають перевагу добре освітленим акваріумам з густою рослинністю, серед якої можуть знайти собі схованку. Люблять сонце та тепло. Потребують міцного живого корму, але на відмовляються й від сухого, якщо його частинки будуть достатньо великими. Як і всі аплохейлуси, Aplocheilus armatus є поверхневою рибою, але в спільному акваріумі може довго триматися в гущавині рослин або навіть біля дна, чатуючи на мальків гупі. Після полювання повертається до поверхні води. Аплохейлуси чудово стрибають, тому акваріум тісно накривають склом або кришкою.
Ікру відкладають на рослини, що плавають на поверхні води, приблизно по 10 штук на день. Ікринки доволі великі. Мальки вилуплюються за 12-14 днів і відразу беруть найдрібніший корм; ростуть швидко.
В Таїланді місцеві жителі полюбляють спостерігати бої дрібних рибок. До числа таких бійців належить й Aplocheilus armatus. Б'ються тільки самці. Дійство далеко не таке жваве, ніж у боях бійцівської рибки (Betta splendens), тому цим видом цікавляться лише хлопчаки. Вони ловлять рибок у природних водоймах, а тоді тримають їх у прямокутних банках, які використовують для утримання звичайної бійцівської рибки. За 2 дні перебування в полоні аплохейлуси починають битися. Кажуть, що їхні бійцівські якості збільшуються при тривалому утриманні в неволі. Бійці стають головою до хвоста суперника, штовхають один одного, притискаються боками, вигинають хвости, намагаються вкусити. Поєдинок триває близько 10 хвилин, риби швидко втомлюються.